# Parafia św. Antoniego w Korzeniu
Parafia św. Antoniego w Korzeniu – rzymskokatolicka parafia znajdująca się w archidiecezji mińsko-mohylewskiej, w dekanacie wilejskim, na Białorusi.

## Historia
Kościół w Korzeniu wybudowano w 1575 r. Był to kościół filialny przy kościele w Hajnie. W 1605 roku świątynia uzyskała status parafialnej. W czasie wojny polsko-rosyjskiej w latach 1654-1667 świątynia spłonęła, w 1730 wybudowano nowy drewniany kościół katolicki i konsekrowano ku czci Wniebowzięcia Najświętszej Maryi Panny. Oprócz katolików Korzeń zamieszkiwała także ludność prawosławna, jednak ze względu na brak własnej cerkwi prawosławni odprawiali obrzędy w kościele.
Na początku XX w. parafia posiadała filię w Hanewiczach i kaplicę w Kaceliach, liczyła ok. 6700 wiernych.
Od 1941 r. do 1944 r. Korzeń znajdował się pod okupacją niemiecką. Od 22 września 1941 r. administratorem parafii był ks. Henryk Hlebowicz. 7 listopada 1941 r. został aresztowany przez białoruską policję i przewieziony do aresztu w Borysowie. 9 listopada został rozstrzelany w lesie koło Borysowa. Wśród ofiar hitlerowskiej akcji karnej w Chatyniu, która miała miejsce 22 marca 1943 r., większość stanowili wierni parafii, do której w tym czasie należała również wieś Chatyń. W 1943 r. zniszczony został kościół Wniebowzięcia Najświętszej Maryi Panny.
Obecnie (2017 r.) parafia organizuje się na nowo. Wierni uczestniczą w nabożeństwach w prywatnym domu. 
Na miejscowym cmentarzu jest pochowany Dominik Łucewicz, ojciec pisarza Janka Kupały.

Galeria
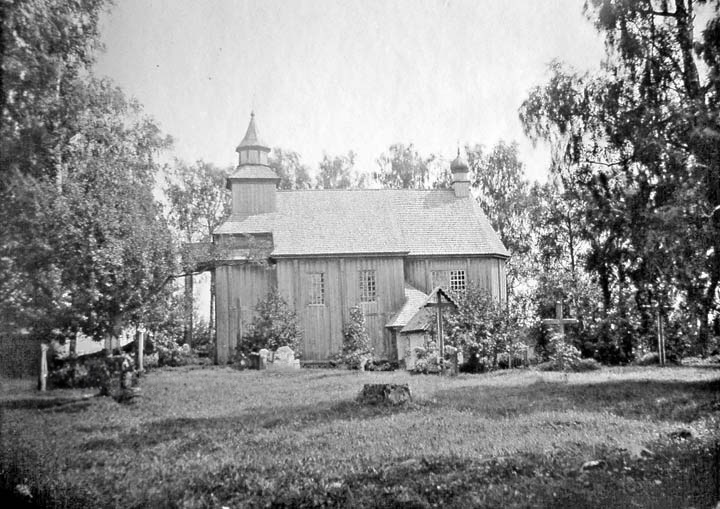
Kościół Wniebowzięcia Najświętszej Maryi Panny około 1900 r.
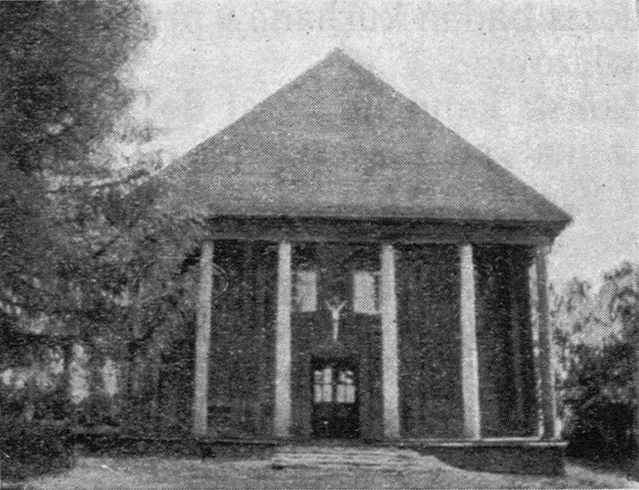
Kościół Wniebowzięcia Najświętszej Maryi Panny ok. 1914 r.
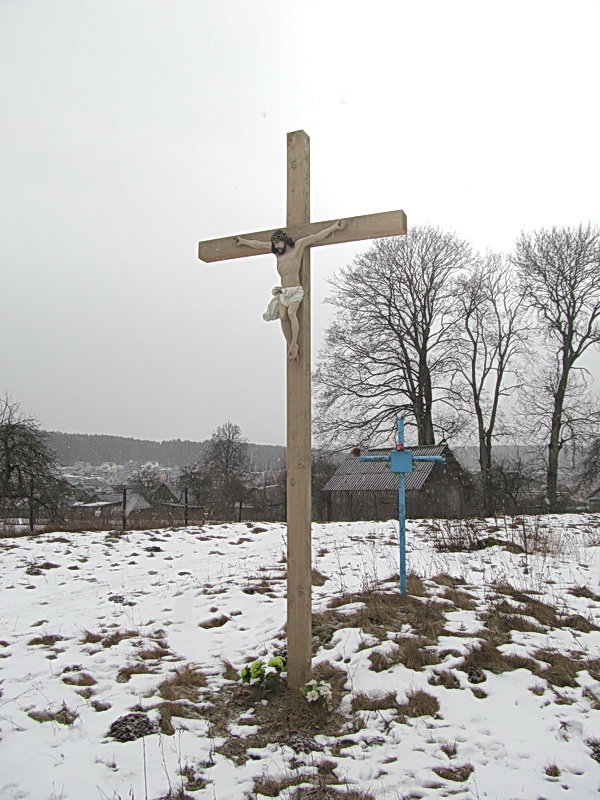
Krzyż w miejscu zniszczonego kościoła
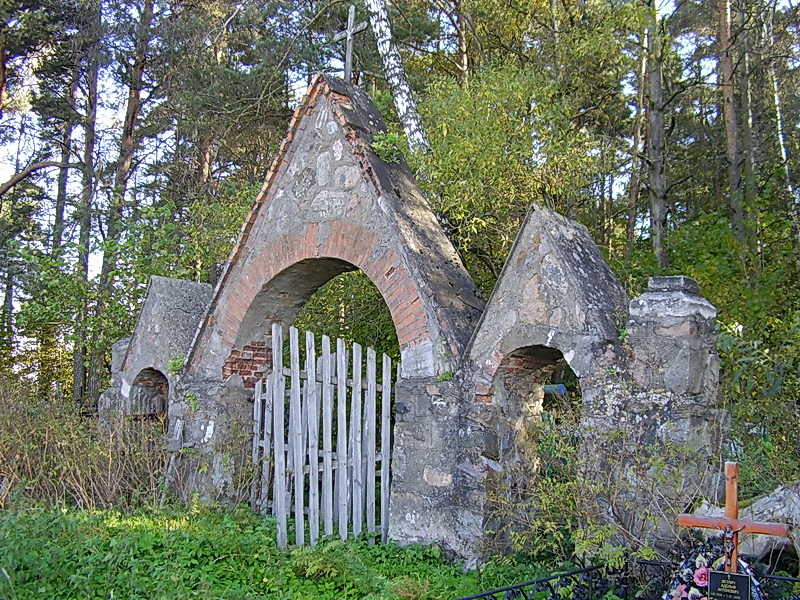
Brama cmentarza katolickiego